# Ojoraptorsaurus
Ojoraptorsaurus boerei
Genre
Espèce
Ojoraptorsaurus est un genre éteint de dinosaures à plumes rattaché par certains paléontologues à la famille des Caenagnathidae. Il a vécu au Nouveau-Mexique (États-Unis), à la fin du Crétacé supérieur. Le genre est très mal connu car ses restes fossiles se limitent à une paire incomplète d'os pubiens.
À partir de ces restes très fragmentaires Robert M. Sullivan (d) et son équipe ont créé en 2011 un nouveau genre et son espèce, Ojoraptorsaurus boerei.

## Étymologie
Le nom de genre combine le nom de la formation géologique dans laquelle le fossile a été découvert (la formation d'Ojo Alamo) avec le  mots latins « raptor » , « voleur » et « saurus », « lézard ». Le nom de genre rend hommage au découvreur des os, l'océanographe Arjan C. Boeré.

## Datation
Les deux os retrouvés, référencés MP VP-1458, ont été trouvés en 2002 dans des sédiments déposés en environnement continental de la formation d'Ojo Alamo au Nouveau-Mexique. Cette formation est datée de la fin du Crétacé supérieur, du Maastrichtien, il y a environ entre 72 et 66 Ma (millions d'années).

## Classification
Sullivan a placé Ojoratosaurus dans la famille des ceanagnathidés lors de sa description en 2011.
La modestie des restes retrouvés a conduit depuis les paléontologues à ne pas retenir ce genre dans leurs études phylogéniques sur les caenagnathidés.